# 지요다촌 (지바현)
지요다촌(千代田村)은 지바현 산부군에 설치되었던 촌이다. 현재의 시바야마정 북부에 해당한다.

## 역사
- 1889년 4월 1일 - 정촌제 시행에 수반해 무사군 지요다촌이 성립하였다.
- 1897년 4월 1일 - 야마베군, 나가사군이 합병해 산부군이 되었다.
- 1955년 7월 1일 - 후타카와촌과 합병해, 시바야마정이 신설되어, 동일 지요다촌은 폐지되었다.

## 교통

### 철도
- 나리타 철도
  - 다코선 (쇼와 19년 1월 11일 중단. 쇼와 21년 10월 9일 폐지).

※현재 시바야마 철도 시바야마 지요다역이 마을 구역 내에 존재하지만, 지요다무라 마을이 존재하던 시기에는 개업하지 않았다.

## 인구
| 1891년 | 2,821 |

## 참고문헌
- 角川日本地名大辞典編纂委員会『角川日本地名大辞典 12 千葉県』、角川書店、1984年 ISBN 4-04-001120-1